# Chalybodontus
Chalybodontus är ett släkte av skalbaggar. Chalybodontus ingår i familjen vivlar.
Kladogram enligt Catalogue of Life:
| Chalybodontus | \| \| Chalybodontus cyaneus \| \| \| \| \| \| Chalybodontus fasciatus \| \| \| \| \| \| Chalybodontus fulvipes \| \| \| \| |
|               | \| \| Chalybodontus cyaneus \| \| \| \| \| \| Chalybodontus fasciatus \| \| \| \| \| \| Chalybodontus fulvipes \| \| \| \| |
|               | Chalybodontus cyaneus |
|               | |
|               | Chalybodontus fasciatus |
|               | |
|               | Chalybodontus fulvipes |
|               | |